# Zagórze (powiat kamieński)
Zagórze (do 1945 niem. Sager) – wieś w północno-zachodniej Polsce położona, w województwie zachodniopomorskim, w powiecie kamieńskim, w gminie Wolin, nad wschodnim brzegiem cieśniny Głęboki Nurt.

## Położenie

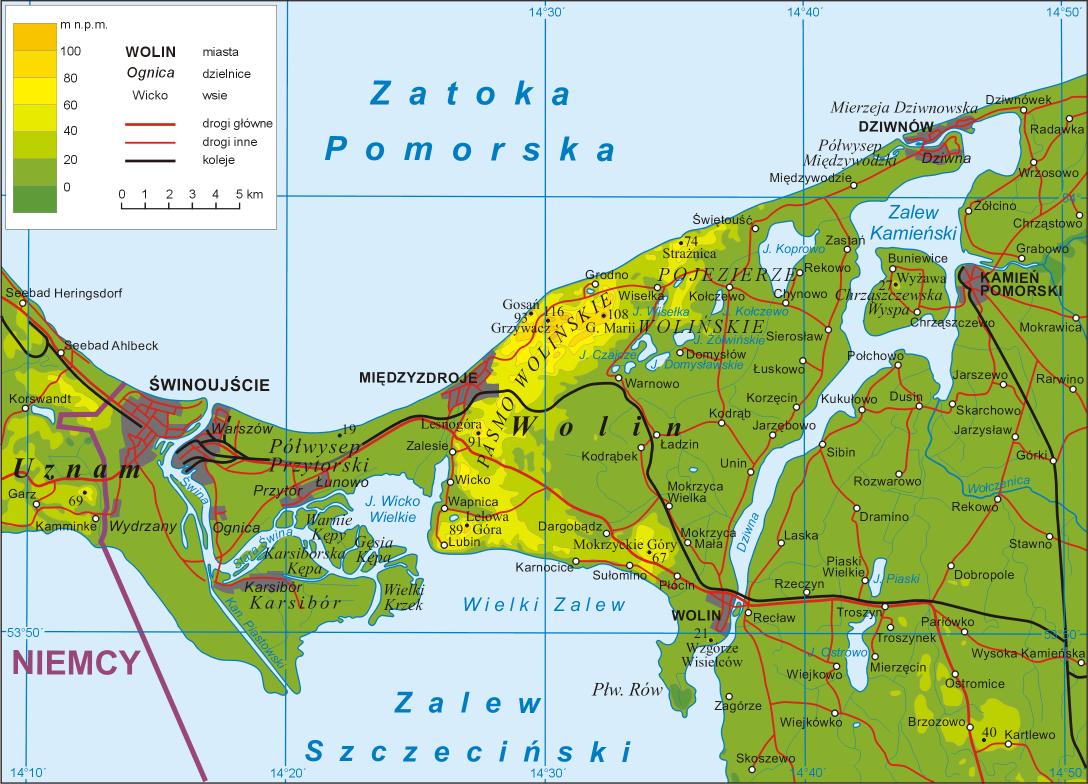
Mapa wyspy Wolin z zaznaczonym Zagórzem

W latach 1975–1998 miejscowość należała administracyjnie do województwa szczecińskiego.

## Zabytki
- dwór, 1838, XIX/XX, nr rej.: A-1334z 20.12.1996. W otoczeniu zabudowa folwarczna m.in. kuźnia, lodownia, budynki gospodarcze[3]

## Farma Wiatrowa „Zagórze”

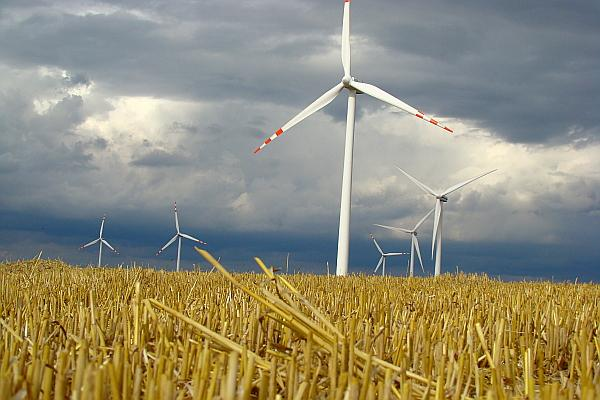
Farma Wiatrowa „Zagórze”

W 2003 roku w Zagórzu otwarto największą wówczas w Polsce farmę wiatrową „Zagórze”. 4 lata później wybudowano drugą farmę – Lake Ostrowo. Łącznie na obu tych farmach znajdują się 32 elektrownie wiatrowe. Z wyżej położonych punktów Zagórza widoczna jest jeszcze trzecia farma – wybudowana w 2008 roku, znajdująca się w pobliżu drogi do Kamienia Pomorskiego, Farma Wiatrowa „Śniatowo”.